# A. J. English (basket-ball, 1992)
Ne doit pas être confondu avec A. J. English (basket-ball, 1967).
A. J. English, né le 10 juillet 1992, à Wilmington, au Delaware, est un joueur américain de basket-ball. Il évolue au poste de meneur.

## Biographie
A. J. English est le fils de l'ancien basketteur A. J. English.

## Palmarès
- First-team All-MAAC 2014, 2015, 2016